# Spilopimpla bifasciata
Spilopimpla bifasciata là một loài tò vò trong họ Ichneumonidae.